# 桜井聖良
桜井 聖羅（さくらい せいら、1985年11月28日-)は日本のタレント・歌手。京都府出身。

## 特徴その他
- 2009年1月に競馬予想記事をブログで掲載することを皮切りに競馬タレント活動を開始。
- 2009年では重賞のみの予想で単勝10本（12レース予想中）、馬単&馬連32本（69レース予想中）、三連単11本（うち万馬券4本 10万馬券3本）、三連複21本（52レース予想中）を1年で的中させた。
- 2009年11月には株式会社ISAO主催オーディション「スタつく」で500人の中からグランプリ（ムービーフルプラス賞）となり、同時にアクトレス賞（特別賞）を受賞した。
- ウマドルという言葉を作ったパイオニア。
- 2010年2月からはスポーツニッポンアネックスにて定期的に競馬レポートを掲載。記者とは違った独特な視点が好評となり、桜井の記事はアクセス数ランキングで常に上位となっている。
- 2010年4月からは携帯サイト「スポニチ競馬」にて「ウマドル桜井聖良の競馬ファンタジー」が始まるなど、ウマドルとして着実にその名を広めている。
- 応援している馬は中央競走馬〜地方競走馬と幅広い。
- カキツバタロイヤルに関してはB3格付けのときには既に「重賞級なお馬さん」と宣言していた。また口取り写真にも毎回参加している。
- 皐月賞でエイシンフラッシュを見た桜井はダービーで激走するという判断をし取材をした。皐月賞時にエイシンフラッシュの取材をしたのは桜井聖良たった一人のみだった。
- 2011年1月7日からオーストラリアに馬留学。現地からも馬・厩舎の取材を開始する。
- 2011年8月に夏休みのため1か月一時帰国。8月7日には西日本版『競馬beat』にて初のWIN5に挑戦し、番組初のWIN5的中者となった。なお東西含む競馬中継番組内でWIN5を的中させたのは桜井が初めてとなる（10万円以上の配当となるWIN5での的中者は出演日までに出ていない）。同番組で予想した小倉・新潟・函館メインレースも全て的中した。
- 2012年2月28日よりスポニチ競馬にて「オーストラリア馬留学」連載スタート。馬の本質などについて踏み込んだ内容となっている。
- 2014年3月より本格的に活動を再開
- 国枝厩舎関係者と親交が深い。
- 2015年7月より*SEGAのゲームSTARHORSE3の15周年親善大使に就任。
- 自身が企画、発案した山芳製菓とSEGAのコラボ菓子は大ヒットとなった。15年続いたゲームスターホース3が他社とコラボをし商品を発売するのは、このコラボ商品が初となる。
- ゴーゴーカレーとのコラボカレーも企画。コラボソング担当。
- 犬を飼ったことを「新しい家族ができた」とブログに書いたところ、第一子妊娠として報道される。

## 経歴

### 2006年
- 2006年2月26日:公式ホームページ "seira.tv"開設。活動開始。
- 2006年4月2日：第1弾ライブ「Fantasy 〜桜満開〜」を行う。
- 2006年4月23日：第2弾ライブで、最初のオリジナル曲（持ち歌）「Go to the Future!」を発表。
- 2006年12月24日：渋谷テイクオフセブンでCDデビュー記念ライブを行う。「ミラクル☆ファンタジー」先行発売。
- 2006年12月26日：「ミラクル☆ファンタジー」でCDデビュー（全国デビュー）。

### 2007年
- 2月25日：新宿レッドクロス（最寄り駅：東新宿）で活動開始1周年記念ライブを行う。
- 3月25日：SKiファミリー主催のライブに初参加（ライブ専用曲「Real Heart」を発表）。
- 4月1日：川崎CLUB CITTA'のライブに初参加。
- 4月29日：ライブ専用曲「（＊￣（エ）￣＊）ウタ'07（セイラウタ'07）」を発表。
- 6月17日：フジテレビ「オリキュン・ヲタ芸部」、桜井聖良を迎えて、ヲタ芸フェスティバル（オタ芸イベント）開催（番組収録）。曲は「ミラクル☆ファンタジー」（ショートバージョン）。
- 6月24日：四谷ライブインマジックでのライブで、ライブ専用曲「Precious Hands」を発表。振り付けは手話。
- 7月16日：石丸電気ソフト2の7階でのライブ、「ラブジェットパーティ」に初参加。
- 8月25日：こまばエミナースのライブに初参加。
- 9月9日：TOKYO FM主催の「萌フェス」（川崎CLUB CITTA'で開催）に初参加。時東ぁみらと共演（第2部に参加）。
- 10月7日：アニたま主催のライブに初参加。鮎川麻弥、五條真由美、石田燿子らと共演（夜の部に参加）。
- 12月24日：学芸大学（東急東横線）メイプルハウスのライブ（夜の部）で、新曲「天真爛漫」を発表。

### 2008年
- 1月12日：NTTドコモ携帯コンテンツの公開収録兼撮影会実施。
- 2月24日：初台ザ・ドアーズで活動開始2周年記念1stソロライブ「First Train〜初台発ファンタジー行き〜」開催。「さくらいろ」ライブ初公開および、新曲「蒼い月」発表。
- 3月26日：川崎CLUB CITTA'のライブで、CD付きDVD（MVD=ミュージックビデオディスク）「蒼い月」先行発売。
- 4月2日：CD付きDVD（MVD）「蒼い月」発売。
- 5月3日：撮影会およびお楽しみイベントの「聖良ちゃん祭り」開催。
- 5月18日：「勝ち抜き!アイドル天国!!ヌキ天」主催イベント「ヌキフェス」に出演。
- 8月24日：大阪・心斎橋でジョイントライブ開催（共演者：アップフロントスタイルアーティスト 他）。
- 9月28日：晩勤屋でファン感謝イベント（アイドルショット時代最後のイベント）開催。
- 10月12日：石丸電気ソフト1でフォーグッドのスタッフを付けての最初の仕事「萌レゲェインストアイベント」を行う。
- 10月25日：原宿アストロホールで移籍&誕生日記念ライブFantastic Fantasy」開催。
- 12月9日：アメーバブログによる新しい桜井聖良公式ブログ開設。

### 2009年
- 1月4日：日本家屋を借り切っての本格的撮影会（晴れ着撮影会とバラエティ番組での衣装での撮影会）開催。
- 1月12日：所属事務所主催ライブ「Fantastic Fantasy vol.3」に出演。スペシャルゲストに腐男塾。
- 1月24日：公式ブログにて競馬予想記事を掲載開始。第1弾はアメリカジョッキークラブカップ・平安ステークス。
- 2月15日：名古屋・新栄でのライブに参加。
- 3月27日〜29日：振付をパパイヤ鈴木、音楽をシャ乱Qのたいせいが担当するミュージカル「リトルロボッツ」にて初ミュージカル。
- 4月26日：撮影会およびファンの集い（船イベント・ボウリング会・浅草お好み焼き&もんじゃ焼き会）開催。
- 6月27日：芝浦キューブ326（最寄り駅：芝浦ふ頭（ゆりかもめ））で鉄道アイドル・木村裕子との合同イベント開催。
- 7月26日：ミュージカル「リトルロボッツ」の次回作「ミュージカルマン」で主役を演ずる。
- 8月29日：芝浦キューブ326で所属事務所フォーグッド主催ライブ開催。
- 8月30日：小旅行ファンの集い「聖良とみんなの夏休み!」開催（西武池袋（発着） - 上長瀞）。
- 10月17日：大阪・心斎橋でのライブに参加。新曲「花の香りと水の色」発表。
- 10月18日：大阪で撮影会およびプチファンの集い開催。
- 10月25日：「オートワークス京都 遊ingフェスティバル」にゲスト出演（昼）。
- 10月25日：芝浦キューブ326でバースデイ前夜イベント開催（夜）。
- 11月4日：株式会社ISAO主催オーディション「スタつく」第1位で最終審査に進出。
- 11月11日：「スタつく」でグランプリおよびアクトレス賞（特別賞）を受賞。
- 12月5日：大阪・日本橋での番組収録兼ライブに出演。
- 12月20日：ハウススタジオでの撮影会およびクリスマスパーティ（ファンの集い）開催。

### 2010年
- 1月11日：浜北鑑定団・浜松鑑定団のイベントに出演。
- 1月13日：船橋競馬場でのトークイベントに出演。
- 2月7日：リアルライブ「桜井聖良のむぅむぅ予想!」（競馬予想記事）掲載開始。
- 2月27日：活動開始4周年記念 小旅行ファンの集い「聖良と遠足!〜那須でもやっぱり盛りだくさん!〜」開催。
- 2月28日：横浜中華街で散歩と食事会（中華料理）「聖良と横浜デート」開催。
- 3月27日：浜名湖競艇場にて静岡浜名湖競艇開設56周年記念・浜名湖賞（G1）のスペシャルゲスト出演（ゲストは桜井聖良と哀川翔）。
- 4月5日：TOKYO MXの番組『3P（スリーピース）』の収録無料ライブ開催。
- 5月4日：芝浦スタジオキューブ326でのライブに出演。
- 5月22日：小旅行ファンの集い「春と関係ないことで聖良と遊ぼうinマザー牧場」開催。
- 8月27日〜29日：北海道牧場巡り旅行開催。
- 9月19日：中山競馬場「セントライト記念（G2）」入場フリーパスイベントにて親善大使及びプレゼンターも務めた。
- 10月23日：誕生日イベント（撮影会・食事会）を開催。
- 11月1日：業務提携先として株式会社RUFと契約。
- 11月20日：初ピアノミニソロライブ「好きです。2010-そしてありがとう-」開催。
- 12月8日：船橋競馬場の特別観覧席でメイドイベント開催。
- 12月25日：秋葉原の晩勤屋でソロライブ&クリスマスパーティ「桜井聖良とクリスマス〜笑顔でまたね☆〜」開催。オーストラリアに留学するため本日のイベントをもって歌手活動休止。

### 2011年
- 2月25日：リアルライブにてオーストラリアレポートーナイトマーケット編を掲載。
- 8月7日：関西テレビ『競馬beat』にゲスト出演

### 2012年
- 2月27日：WEBラジオ『山口敏太郎の日本大好き』第1回ゲスト出演。
- 2月28日：スポニチ競馬にて「オーストラリア馬留学」連載スタート。
- 3月5日：フェブラリーステークス（テスタマッタ）レポを掲載。
- 8月16日：オーストラリアの競走馬の学校を修了。
- 9月5日：オーストラリア人馬主Phil Sly（フィル・スライ） へのレポを掲載。

### 2013年
- 4月〜：未来勝馬通信スタート。
- 5月17日：ウマドル桜井聖良の競馬ファンタジー史上初!密着!池江厩舎10日間連続連載スタート。
- 6月&7月：雑誌『ギャンブル宝典』7月・8月号掲載。

### 2014年
- 4月〜：雑誌『週刊Gallop』にて「桜井聖良の行って厩!」連載スタート。
- 7月：本格的に活動を再開。
- 9月：SEGAにて「StarHorse3」公式サイトにて担当するサトノギャラクシー日誌がスタート。
- 10月：東京スポーツ紙面にて「桜井聖良のスターホースを探せ！」連載スタート。なお中京、大阪、九州スポーツにも掲載（～15年3月まで）
- 10月：WINS後楽園にてGateJ出張イベント菊花賞パドック予想＆トークイベント
- 11月：東京競馬場にて東スポ杯2歳イベントに出演。
- 12月：大井競馬場にて2日間連続て予想イベントに出演。2日目は東京大賞典当日のメインステージで大賞典の予想イベント。

### 2015年
- 1月：渋谷DUOのジョイントライブにて5年ぶりのライブ復帰。
- 3月：雑誌『週刊Gallop』にて特技を生かした「桜井聖良の馬にマッサージをしちゃいました！」4Pカラー連載。G1馬ダノンプラチナらにマッサージを施す。
- 5月：雑誌『ヤングアニマル嵐』に特集インタビュー記事が４P掲載。
- 6月：スターホース公認の「せいらちゃん」ツイッターがスタート。
- 7月：大井競馬場にて「ジャパンダートダービー」の予想イベントに出演。
- 7月：桜井聖良の新曲「Dreamer-君から離れられない-」が今期のSEGAゲーム『StarHorse3-DREAM ON THE TURF-』のエンディングに収録される、
- 7月：SEGAゲーム『STARHORSE3』の15周年親善大使に就任。
- 8月: SEGAタイアップ曲を渋谷DUOにて初披露
- 10月: 桜井聖良企画、発案の山芳製菓とSEGAのコラボお菓子『スティックわさビーフ』が発売。
- 11月: 桜井聖良企画、発案の後藤浩輝騎手が生前デザインしたアイテムが発表される。
- 11月: ボイスドラマCD『ラビベリー』第4弾 参加。
- 12月: 山芳製菓『わさビーフ』の公式キャンペーンイメージソングを担当。
- 12月: 東京大賞典予想ステージイベントに原良馬、MCは浅野靖典とともに出演。

### 2016年
- 1月: 築地ブディストホールにて行われた舞台『祈りの詩』に堀川りょうと共に出演。初舞台となる。

## 出演

### テレビ・ラジオ・雑誌等（競馬タレント・競馬リポーター活動）

#### 2009年
- 6月27日：内外タイムスにて宝塚記念の予想記事掲載
- 7月18日：内外タイムスにて競走馬のセレクトセールの記事が掲載される
- 10月29日：ポケット競馬（携帯コンテンツ 毎週コラム掲載）

#### 2010年
- 2月7日〜：リアルライブにて「桜井聖良のむぅむぅ予想」記事掲載スタート（毎週日曜日）
- 2月25日：スポーツニッポン（インターネット版）でフェブラリーステークス テスタマッタ・リーチザクラウンの取材リポート掲載
- 2月26日：スポーツニッポン（インターネット版）でグロリアスノア・小林慎一郎騎手の取材リポート掲載
- 3月12日：スポーツニッポン（インターネット版）で弥生賞 アースステップ 勢司調教師の取材リポート掲載
- 3月30日：スポーツニッポン（インターネット版）で高松宮記念 キンシャサノキセキの取材リポート掲載
- 3月30日：徳間書店『月刊エンタメ』5月号：亀谷敬正と桜井聖良の初対談が掲載
- 4月9日〜：携帯有料サイト スポニチ競馬：「ウマドル桜井聖良の競馬ファンタジー」
- 4月14日：スポーツニッポン（インターネット版）で桜花賞 アパパネの取材リポート掲載
- 4月16日：スポーツニッポン（インターネット版）で桜花賞 オウケンサクラの取材リポート掲載
- 4月16日：スポーツニッポン（インターネット版）で桜花賞 ショウリュウムーンの取材リポート掲載
- 4月20日：スポーツニッポン（インターネット版）で皐月賞 ヒルノダムール ローズキングダムの取材リポート掲載
- 4月20日：スポーツニッポン（インターネット版）で皐月賞 エイシンフラッシュの取材リポート掲載
- 4月20日：スポーツニッポン（インターネット版）で皐月賞 ゲシュタルトの取材リポート掲載
- 4月22日：スポーツニッポン（インターネット版）で皐月賞 リルダヴァル特集1の取材リポート掲載
- 4月24日：スポーツニッポン（インターネット版）で皐月賞 リルダヴァル特集2の取材リポート掲載
- 4月26日：スポーツニッポン（インターネット版）で皐月賞 リルダヴァル特集3の取材リポート掲載
- 4月29日：スポーツニッポン（インターネット版）で皐月賞 リルダヴァル最終回の取材リポート掲載
- 4月30日：徳間書店『月刊エンタメ』6月号（NHKマイルカップ・オークス・日本ダービーの予想を掲載）
- 5月12日：スポーツニッポン（インターネット版）でNHKマイル エイシンアポロンの取材リポート掲載
- 5月13日：スポーツニッポン（インターネット版）でNHKマイル リルダヴァルの取材リポート掲載
- 5月14日：スポニチ競馬（モバイル版）にてブリーズアップセールの取材リポート掲載
- 5月19日：スポーツニッポン（インターネット版）でヴィクトリアマイル ブラボーデイジーの取材リポート掲載
- 5月20日：スポーツニッポン（インターネット版）でヴィクトリアマイル ヒカルアマランサスの取材リポート掲載
- 5月25日：スポーツニッポン（インターネット版）でオークス ショウリュウムーンの取材リポート掲載
- 5月25日：スポーツニッポン（インターネット版）でオークス オウケンサクラの取材リポート掲載
- 5月27日：スポーツニッポン（インターネット版）でオークス アパパネの取材リポート掲載
- 6月3日：スポーツニッポン（インターネット版）でダービー エイシンフラッシュの取材リポート掲載
- 6月4日：スポーツニッポン（インターネット版）でブリーズアップセールの取材リポート掲載
- 6月5日：スポーツニッポン（インターネット版）でダービー リルダヴァルの取材リポート掲載
- 6月11日：スポーツニッポン（インターネット版）で安田記念 スーパーホーネットの取材リポート掲載
- 6月11日：スポーツニッポン（インターネット版）で安田記念 グロリアスノアの取材リポート掲載
- 8月28日：スポーツニッポン（インターネット版）で札幌記念 マイネルキッツ特集1の取材リポート掲載
- 8月29日：スポーツニッポン（インターネット版）で札幌記念 マイネルキッツ特集2の取材リポート掲載
- 8月30日：スポーツニッポン（インターネット版）で札幌記念 マイネルキッツ特集3の取材リポート掲載
- 9月17日：スポーツニッポン紙面に掲載。
- 9月19日：中山競馬場「セントライト記念（G2）」入場フリーパスイベントにて親善大使及びプレゼンターも務めた。
- 9月30日：徳間書店『月刊エンタメ11月号』（秋華賞・菊花賞・天皇賞・秋の予想を掲載）
- 10月30日：徳間書店『月刊エンタメ12月号』（エリザベス杯・マイルCS・ジャパンカップの予想を掲載）
- 11月5日：：スポーツニッポン（インターネット版）で秋華賞 アパパネの取材リポート掲載
- 12月7日：スポーツニッポン（インターネット版）でジャパンカップ ブエナビスタの取材リポート掲載
- 12月16日：スポーツニッポン（インターネット版）でジャパンカップ エイシンフラッシュの取材リポート掲載
- 12月24日：スポーツニッポン（インターネット版）で有馬記念直前インタビュー オウケンブルースリの取材リポート掲載

#### 2011年
- 2月25日：携帯有料サイト スポニチ競馬：「ウマドル桜井聖良の競馬ファンタジー」にてメルボルンお勧め2歳馬を掲載
- 2月25日：スポーツニッポン（インターネット版）でライトニングステークス ブラックキャビアの取材リポート掲載
- 3月30日：『月刊エンタメ』5月号にて「春のG1大予想」コーナーにて予想を掲載
- 4月30日：『月刊エンタメ』6月号にて「春のG1大予想」コーナーにて予想を掲載
- 5月7日：スポーツニッポン（インターネット版）で天皇賞・春 エイシンフラッシュ1の取材リポート掲載
- 5月8日：スポーツニッポン（インターネット版）で天皇賞・春 エイシンフラッシュ2の取材リポート掲載
- 5月16日：スポーツニッポン（インターネット版）で天皇賞・春 マイネルキッツ1の取材リポート掲載
- 5月17日：スポーツニッポン（インターネット版）で天皇賞・春 マイネルキッツ2の取材リポート掲載
- 5月18日：スポーツニッポン（インターネット版）で天皇賞・春 ナムラクレセント1の取材リポート掲載
- 5月19日：スポーツニッポン（インターネット版）で天皇賞・春 ナムラクレセント2の取材リポート掲載
- 8月7日：関西テレビ『競馬beat』にゲスト出演

#### 2012年
- 2月28日：スポニチ競馬にて「オーストラリア馬留学」連載スタート
- 3月5日フェブラリーステークス（テスタマッタ）レポを掲載
- 9月5日：オーストラリア人馬主Phil Sly へのレポを掲載

### 2013年
- 5月17日：ウマドル桜井聖良の競馬ファンタジー史上初!密着!池江厩舎10日間連続連載スタート
- 6月&7月：雑誌『ギャンブル宝典』7月・8月号掲載

### 2014年
- 4月〜：雑誌『週刊Gallop』にて「桜井聖良の行って厩!」連載スタート

### テレビ・ラジオ・雑誌等（インターネット放送除く）（競馬関連活動以外）

#### 2007年
- 『週刊プレイボーイ』
- TOKYO FM『ラジアンリミテッドDX』（午前1時〜3時）
- CSスカパー!・スターカラオケ『ガールズパニック』
- 日刊ゲンダイ『@失礼します』
- フジテレビ『オリキュン・ヲタ芸部・ヲタ芸フェスティバル』

#### 2008年
- テレビ朝日『報道特捜 桜満開!列島「春の嵐」スペシャル』密着ドキュメント
- テレビ朝日『スーパーJチャンネル』
- 文化放送『吉田照美ソコダイジナトコ・週刊エンター』
- CSスカパー!・エンタ!371『AKIBAッテキ! 音楽の日』
- テレビ朝日『『ぷっ』すま』

#### 2009年
- 静岡第一テレビ（制作）、TOKYO MX（MXTV）、tvk（テレビ神奈川）など『狩野英孝★熱血アイドルアカデミー アキパラ嬢』（レギュラー出演）
- USEN・CSラジオ放送SOUND PLANET『ASIAN美少女FILE』
- 光文社『FLASH』
- 株式会社コアマガジン『BUBUKA増刊『黙示録X』』
- 徳間書店タウンムック『不思議大陸アトランティア発動編』
- 株式会社マルコ・ポーロ『FX攻略.com』
- 多摩レイクサイドFM、FMおたるなど『Love&Passion』
- アルク『ENGLISH JOURNAL』11月号
- 広島ホームテレビ『アグレッシブですけど、何か?』
- 『週刊プレイボーイ』
- 辰巳出版『U-SPIRITS（ユースピリッツ）』

#### 2010年
- テレビ大阪『アイドルスナイパー2』#17
- TOKYO MX『3P（スリーピース）』

### インターネット放送（競馬関連活動以外）

#### 2008年
- GyaO『勝ち抜き!アイドル天国!!ヌキ天」（生放送・アーカイブ放送あり（配信終了））
- 11月12日：GyaOジョッキー『ハイキングウォーキングのアイドル★チェキ!』（配信終了）
- 11月29日：GyaOジョッキー『告っちゃ!』（配信終了）

#### 2009年
- 6月8日：GyaOジョッキー『アメリカザリガニのアイドル★チェキ!II』（配信終了）
- 8月6日：GyaOジョッキー『六本木音楽部』（配信終了）
- 9月30日：GyaO!『勝ち抜き!アイドル天国!!ヌキ天 総集編』（配信終了）
- 株式会社ISAO MOVIEFULL（ケータイ用動画サイト）『国民的ケータイオーディション スタつく』（配信終了）

#### 2010年
- MOVIEFULL（ケータイ用動画サイト）『桜井聖良のむにむにさせて』（配信終了）
- MOVIEFULL PLUS（ケータイ用有料動画サイト）『桜井聖良のむにむにさせて（完全版）』（販売終了）、『プレイバック★桜井聖良』（販売終了）

### パソコンインターネット用有料コンテンツ
- GyaO@アイドルオンエア
  - 2008年11月15日、12月13日
  - 2009年3月15日、4月4日
  - 2009年5月30日、6月28日、8月1日、9月6日、10月20日：第1部：プレミアム（割引料金）
  - 2010年1月31日：第1部：プレミアム（割引料金）

### 舞台・ミュージカル
- 2009年3月27日〜29日：サムシングエンターテイメント ミュージカル「リトルロボッツ」（アイドルロボット：「セイラ」役）
- 2009年7月26日：サムシングエンターテイメント ミュージカル「ミュージカルマン」（主役：「せいら」役）

## ディスコグラフィー

### シングル
- 「ミラクル☆ファンタジー」（2006年12月26日・アイドルショット・発売終了）

### DVDビデオ
- 「さくらいろ」（2006年6月11日・アイドルショット、「さくらいろ」収録・販売終了）
- 「さくらいろ2」（2007年11月22日・アイドルショット、「ミラクル☆ファンタジー（ライブバージョン）」、「天真爛漫」収録・販売終了）
- CD付きMVD（=ミュージックビデオディスク）「蒼い月」（2008年4月2日・日本デジタルコミュニケーションズ株式会社）
- DVD映画「殺人動画サイトDeathTube2」（2010年9月3日）
- 「3P（スリーピース）Vol.2」（2010年9月21日）

### 企画CD等
曲名の括弧内：オリジナルのアーティスト
- 「アニメトランス3」（2007年3月22日・FARMレコード）：「愛・おぼえていますか（飯島真理）」（I.B.I.S featuring 桜井聖良）
- 妄想ボイスCD「チューCD」（2008年7月24日）
- 「萌レゲェ」（2008年8月6日・日本クラウン株式会社）：「夢見る少女じゃいられない（相川七瀬）」、「サマーナイトタウン（モーニング娘。）」
- 「MEGA電波 アニソン100連発ヲタ芸編」（2009年12月15日）：「ワイワイワールド（Dr.スランプアラレちゃん）」
- RabiBerry-ゾンベリー 役